# Calvitimela aglaea
Calvitimela aglaea är en lavart som först beskrevs av Sommerf., och fick sitt nu gällande namn av Hafellner. Calvitimela aglaea ingår i släktet Calvitimela och familjen Lecanoraceae.  Arten är reproducerande i Sverige. Inga underarter finns listade i Catalogue of Life.